# Bandera de Bangladés
La bandera de Bangladés fue adoptada oficialmente el 17 de enero de 1972. Fue usada originalmente durante la guerra de liberación de Bangladés en 1971, que estaba compuesta por un campo verde y un círculo rojo en el que se ubicaba un mapa del país en color dorado. Al ser adoptada oficialmente, el mapa desapareció como forma de simplificar el diseño y consta en la actualidad del campo verde que representa la abundancia de las tierras del país y de un círculo rojo desplazado del centro ligeramente hacia la izquierda de tal forma que al ondear la bandera aparezca centrado, y que representa al sol sobre Bengala y la sangre de los héroes de la independencia.

## Origen
La bandera original fue diseñada por el pintor Quamrul Hassan. El 3 de marzo de 1971 fue izada por primera vez en la Universidad de Daca. Luego, el 23 de marzo de ese mismo año, la bandera volvió a ondear durante la declaración de independencia de dicho país, 25 de marzo de 1971, en la residencia del Sheikh Mujibur Rahman. La bandera fue diseñada especialmente para representar al Islam sin tener que usar los símbolos tradicionales (luna creciente y estrella), que eran también los símbolos de Pakistán.

## Otras banderas

Bandera de la India, usada en Bangladés desde el 15 de diciembre de 1971 hasta el 13 de marzo de 1972.
Bandera de Bangladés (1971)
Bandera de la marina mercante
Bandera de la armada
Estandarte Presidencial de Bangladés

## Banderas similares

Bandera de Japón
Bandera de Palaos
Bandera de Zaire